# Emile Puettmann
Emile Hendricus Franciscus Puettmann (Arnhem, 7 november 1921 – Rotterdam, 31 januari 1987) was een Nederlandse ontwerper van affiches, schilderijen, lithografieën, etsen, houtgravures, druksels, ex libris, figuurstudies, glas in lood, grafiek, illustraties, kalligrafie, boekbandontwerpen, vrij werk en wandschilderingen.

## Leven en werk
Puettmann begon met een opleiding aan de kunstnijverheidschool Kunstoefening in Arnhem, onder leiding van Hendrik Valk. Daarna werkte hij bij een steendrukkerij als leerling. Vervolgens de Amsterdamse Grafische School waar hij leerling was van Huib van Krimpen en Henri Friedlaender. In de oorlogsjaren drukte hij valse identiteitspapieren. Na de aanvallen van de Duitsers en de slag om Arnhem vluchtte hij met het Rode Kruis mee naar Otterlo. Hij werkte in Arnhem tot 1947.
Na de oorlog trouwde hij met Henny Vos, een joodse verpleegster. In 1950 overleed zij. In 1954 keerde hij terug naar Amsterdam en trouwde met Bertha Cahn. Hij woonde daar op de Nieuwe Heerengracht waar zijn eerste dochter werd geboren en waar hij zijn atelier had.
In de Grote Wittenburgerstraat in Amsterdam, pal naast de Oosterkerk, was eind jaren vijftig van de twintigste eeuw in een oud schoolgebouw het eerste Amsterdamse Grafische Atelier gevestigd. Daar werkte Puettmann als initiatiefnemer en medeoprichter van dit atelier. Later verhuisde het Grafisch Atelier naar Laurierstraat 109.
In de jaren zestig van de twintigste eeuw verdween het vak van handzetter in de drukkerijen en werden al de oude letterkasten opgeruimd. Op het Waterlooplein stonden ze te koop met de houten letters en het loden zetsel. Dat leidde tot de oprichting van de Stichting Drukwerk in de Marge. Oprichters in 1975 waren onder anderen Emile Puettmann en Frans de Jong. Enkele hoogtepunten in zijn werk zijn de illustraties bij de uitgave van Heimkehr van Heinrich Heine; Schoon- en weerdruk, een boekje met gedichten ter herinnering aan zijn leermeester Hendrik Valk, en zijn laatste werk Ars Erotica bij een aantal gedichten van Jana Beranová. Puettmann maakte talloze ex libris. Hij werkte ook aan de restauratie aan de plafondschilderingen van de oude Bavo te Haarlem en in de Waalse Kerk aan het Begijnhof te Amsterdam. Al het werk van Puetmann dat op de Slofpers is gedrukt is opgenomen in de collectie van het Museum Meermanno in Den Haag.
Hij was lid van de Beroepsvereniging van Beeldende Kunstenaars, de Vereeniging tot Bevordering der Grafische Kunsten 'De Grafische' en de Amsterdamse Kunstenaars Werkgroep.